# Liste der Baudenkmäler in Alfeld (Mittelfranken)
Auf dieser Seite sind die Baudenkmäler in der mittelfränkischen Gemeinde Alfeld zusammengestellt. Diese Tabelle ist eine Teilliste der Liste der Baudenkmäler in Bayern. Grundlage ist die Bayerische Denkmalliste, die auf Basis des Bayerischen Denkmalschutzgesetzes vom 1. Oktober 1973 erstmals erstellt wurde und seither durch das Bayerische Landesamt für Denkmalpflege geführt wird. Die folgenden Angaben ersetzen nicht die rechtsverbindliche Auskunft der Denkmalschutzbehörde.
 Diese Liste gibt den Fortschreibungsstand vom 29. Januar 2020 wieder und enthält 12 Baudenkmäler.

## Baudenkmäler nach Gemeindeteilen

### Alfeld
| Lage                                                     | Objekt                                                 | Beschreibung | Akten-Nr.             | Bild           |
| -------------------------------------------------------- | ------------------------------------------------------ | --- | --------------------- | -------------- |
| Gundelgasse 1, Hasengasse 6, Nähe Gundelgasse (Standort) | Ehemaliges Frühmessnerhaus                             | Zweigeschossiger, verputzter Kalksteinbau mit östlichem Steinchörlein, im Kern wohl 16. Jahrhundert Scheune: Kalksteinbau mit Steilsatteldach, 16. / 19. Jahrhundert                                                                       | D-5-74-111-1 Wikidata | weitere Bilder |
| Nähe Hasengasse (Standort)                               | Backhaus                                               | kleiner, teilweise verputzter Bruchsteinbau mit Pultdach, 18./1. Drittel 19. Jh.; ehemals zum Schulhaus gehörig | D-5-74-111-20         | BW             |
| Hasengasse 8 (Standort)                                  | Ehemaliges Schulhaus                                   | Zweigeschossiger Kalksteinbau, verputzt, Halbwalmdach, bezeichnet „1724“ | D-5-74-111-2 Wikidata | BW             |
| Marktplatz 6; Kirchenweg 2 (Standort)                    | Evangelisch-lutherische Pfarrkirche Sankt Bartholomäus | Langhaus und ehemaliger gewölbter Chorturm 12. Jahrhundert, an letzteren Mitte 15. Jahrhundert polygonaler gewölbter Ostchor angebaut, 1707/08 Erneuerung; mit Ausstattung mächtige Friedhofsmauer, größtenteils erhalten, 15. Jahrhundert | D-5-74-111-4 Wikidata | weitere Bilder |
| Nähe Hauptstraße (Standort)                              | Scheune                                                | Zweigeschossiger Massivbau mit vorkragendem Satteldach, 18./19. Jahrhundert | D-5-74-111-3 Wikidata | weitere Bilder |
| Untere Bachstraße 2; Untere Bachstraße 4 (Standort)      | Villa                                                  | Schlösschenartiger Neurenaissancebau mit turmartigem Aufbau und verglastem Wintergarten, 1896/97 für den Nürnberger Fabrikanten Georg Burgschmiet erbaut reicher Pfeilergitterzaun                                                         | D-5-74-111-5 Wikidata | weitere Bilder |

### Claramühle
| Lage                    | Objekt                   | Beschreibung | Akten-Nr.             | Bild           |
| ----------------------- | ------------------------ | --- | --------------------- | -------------- |
| Claramühle 1 (Standort) | Ehemaliges Mühlengebäude | Zweigeschossiger Steilsatteldachbau, Giebel mit reichem Fachwerk, erste Hälfte 18. Jahrhundert Scheune: firstparallel mit Fachwerkgiebel, erste Hälfte 18. Jahrhundert Backofen: massiver Satteldachbau, wohl 19. Jahrhundert Garteneinfriedung: frühes 20. Jahrhundert | D-5-74-111-6 Wikidata | weitere Bilder |

### Kirchthalmühle
| Lage                        | Objekt   | Beschreibung                                   | Akten-Nr.              | Bild           |
| --------------------------- | -------- | ---------------------------------------------- | ---------------------- | -------------- |
| Kirchthalmühle 1 (Standort) | Backhaus | Erdgeschossiger Satteldachbau, 19. Jahrhundert | D-5-74-111-16 Wikidata | weitere Bilder |

### Lieritzhofen
| Lage                       | Objekt                   | Beschreibung | Akten-Nr.             | Bild                     |
| -------------------------- | ------------------------ | --- | --------------------- | ------------------------ |
| Lieritzhofen 24 (Standort) | Ehemaliges Wohnstallhaus | Zweigeschossiger traufseitiger Steilsatteldachbau, Obergeschoss und Giebel Fachwerk, zweite Hälfte 18. Jahrhundert Scheune: baulich anschließend, eingeschossiger traufseitiger Steilsatteldachbau, Fachwerkgiebel, zweite Hälfte 18. Jahrhundert | D-5-74-111-8 Wikidata | Ehemaliges Wohnstallhaus |

### Pollanden
| Lage                   | Objekt  | Beschreibung                                                               | Akten-Nr.              | Bild    |
| ---------------------- | ------- | -------------------------------------------------------------------------- | ---------------------- | ------- |
| Pollanden 1 (Standort) | Scheune | Massiver Steilsatteldachbau, Vordergiebel Fachwerk, spätes 18. Jahrhundert | D-5-74-111-10 Wikidata | Scheune |

### Rosenmühle
| Lage                    | Objekt                 | Beschreibung | Akten-Nr.              | Bild |
| ----------------------- | ---------------------- | --- | ---------------------- | ---- |
| Rosenmühle 1 (Standort) | Ehemaliges Mühlgebäude | Zweigeschossiger massiver Steilsatteldachbau, bezeichnet „1880“ Ehemaliger Backofen: Backsteinbau auf Sandsteinsockel, wohl zweite Hälfte 19. Jahrhundert | D-5-74-111-12 Wikidata | BW   |

### Waller
| Lage                                     | Objekt                                           | Beschreibung | Akten-Nr.              | Bild           |
| ---------------------------------------- | ------------------------------------------------ | --- | ---------------------- | -------------- |
| In Waller (Standort)                     | Evangelisch-lutherische Kapelle Sankt Margaretha | Massiver Satteldachbau mit Dachreiter, spätgotische Anlage, erneuert 1717/18 und 1852–57, mit Ausstattung                      | D-5-74-111-13 Wikidata | weitere Bilder |
| Waller 1 a, neben der Kapelle (Standort) | Ehemaliges Bruderhaus                            | Zweigeschossiger massiver Steilsatteldachbau, errichtet 16. Jahrhundert, erneuert 18. Jahrhundert, im Inneren erneuert um 2010 | D-5-74-111-14 Wikidata | BW             |